# Putto con pandereta
El Putto con pandereta es una obra realizada en bronce con restos de doradura (h. 36 cm) por Donatello, datada en  el año 1429 y conservada en el Bode-Museum de Berlín. Proviene del coronamento de la fuente bautismal del baptisterio de Siena.

## Historia
El putto es uno de los cinco que coronaba la fuente bautismal de Siena, el tercero que fue realizado por Donatello, junto a un cuarto que probablemente fue descartado y que nunca fue incluido en la obra, que se encuentra hoy en el Bargello (Putto danzante). Estos putti tuvieron un importante papel en la historia del arte ya que marcaron la entrada de esta figura en la estatuaria de bulto redondo y anticiparon además la aparición de desnudos esculturales como el célebre David.

## Descripción y estilo
El putto tiene un movimiento suelto y ligero con un movimiento pionero en serpentina destinado a tener un notable éxito en el siglo XVI. La pose se orienta a equilibrar el arte y su posición de acuerdo a las reglas clásicas del contrapposto, y genera un torsión ininterrumpida que anima toda la figura desde los pies hasta la cabeza así como a las manos levantadas en el acto de tocar el instrumento. La figura se encuentra situada sobre una concha abombada y ese difícil apoyo parece animar al niño a encontrar su punto de equilibrio.